# Tram van Mostaganem
De tram van Mostaganem vormt sinds 2023 de ruggengraat van het openbaar vervoer in de Algerijnse stad Mostaganem. Het net werd ingehuldigd op 18 februari 2023 en is daarmee de zevende stad in Algerije waar de tram werd (her)ingevoerd, na Algiers (2011), Constantine (2013), Oran (2013), Sidi Bel Abbès (2017), Ouargla (maart 2018) en Sétif (8 mei 2018).
Het net telt twee lijnen: lijn 1 met een lengte van 12,2 kilometer en twintig haltes en lijn 2 met twee kilometer en vier haltes (waarvan één gemeenschappelijk met lijn 1).

## Geschiedenis
In november 2012 wonnen de Corsán-Isolux-groep (72%) en Alstom (28%) de aanbesteding die uitgeschreven werd door EMA (Entreprise Métro d'Alger), het bedrijf achter de metro van Algiers.
De aanleg startte in september 2013 voor een verwachte duur van ongeveer 40 maand. De kosten werden geraamd op 24,34 miljard Algerijnse dinar of meer dan 250 miljoen euro.
De opening was eerst voorzien op 15 januari 2017 maar als gevolg van het faillissement van de firma Corsán-Isolux werd de bouw van de tram in 2016 onderbroken. Er werd een nieuwe oproep gelanceerd teneinde de werken eind 2017 te kunnen hervatten. De Cosider-groep bouwde vanaf 2018 verder aan het project.
De eerste testritten vonden plaats in december 2020 toen de werken voor circa 80% gevorderd waren. In juli 2020 kondigde de minister van Vervoer de opening aan voor maart 2021.
In oktober 2021 sprak de EMA over de opening voor het einde van het eerste kwartaal van 2022. Uiteindelijk werd het 18 februari 2023 vooraleer de eerste reizigers werden vervoerd.

## Infrastructuur
Beide lijnen zijn dubbelsporig aangelegd met een spoorwijdte van 1,435 meter (normaalspoor). De trams rijden elektrisch onder een bovenleiding met een spanning van 750 V gelijkstroom.
Alstom leverde de volledige elektrische uitrusting inclusief de onderstations, de signalisatie en de telecommunicatiesystemen. De spoorinfrastructuur werd gerealiseerd in samenwerking met Cosider.

## Traject en haltes

### Lijn 1
De lijn vertrekt aan de universiteit van Kharouba, ten noorden van de stad en vervolgt in zuidelijke richting naar het stadscentrum en bedient de cité A.L.N. (Armée de libération nationale), het Tijditt-ziekenhuis en het station van Mostaganem, waar het aansluit op lijn 2. De lijn buigt vervolgens westwaarts, bedient de administratieve stad vooraleer het eindpunt te bereiken ter hoogte van het Oukraf Mohammed-lyceum in de Salamandre-wijk.
|

### Lijn 2
Lijn 2, die aan het station van Mostaganem aansluit op lijn 1 gaat in zuidoostelijke richting, bedient de wijk Belkacem Benyahia en eindigt aan het nieuwe busstation van Mostaganem.

## Exploitatie

### Rollend materieel
Het park telt 25 trams van het type Alstom Citadis 402 die door Cital in Annaba zijn geassembleerd. De zevendelige trams zijn 44 meter lang en tellen aan elke zijde zes dubbele en twee enkele deuren. De commerciële snelheid bedraagt 70 km/u.

### Stel- en werkplaats
De stelplaats, de dispatching en de onderhoudswerkplaatsen bevinden zich aan het westelijke uiteinde van lijn 1, voorbij de eindhalte La Salamandre.

### Verkeer
De tram van Mostaganem heeft een capaciteit van 10 000 reizigers per uur. Bij de lancering werd het verkeer geschat op 5 000 reizigers per uur. De trams rijden om de acht tot tien minuten.